# Landesregierung Sucher
Als Landesregierung Sucher wird die Kärntner Landesregierung unter Arnold Sucher bezeichnet, die von 1936 bis 1938 während des Ständestaates amtierte. Verantwortlich war sie dem berufsständischen Kärntner Landtag.
Den Anfangspunkt bildete der Ruf von Landeshauptmann Ludwig Hülgerth in die Bundesregierung. Den Endpunkt bildete der Anschluss Österreichs an Hitler-Deutschland.

## Mitglieder
| Amt               | Träger             | Beruf                   | Spanne                |
| ----------------- | ------------------ | ----------------------- | --------------------- |
| Landeshauptmann   | Arnold Sucher      | Landesleiter der VF     | durchgehend           |
| Landesstatthalter | Franz Ehrlich      | Oberforstmeister        | durchgehend           |
| Landesräte        | Felix Hurdes       | Rechtsanwalt            | durchgehend           |
| Landesräte        | Hans Ferlitsch     | Landwirt                | bis 30. November 1937 |
| Landesräte        | Christian Adlaßnig | Landwirt                | ab 1. Dezember 1937   |
| Landesräte        | Karl Juvan         | Bundesbahn-Oberrevident | durchgehend           |
| Landesräte        | Karl Schuschnig    | Bäckermeister           | durchgehend           |
| Beleg:            |                    |                         |                       |

## Belege
1. 1 2  Kurze politische Geschichte – Plattform Politische Bildung. In: plattform-politische-bildung.at. Abgerufen am 14. Juli 2023.
2. ↑  Juvan, Karl. Abgerufen am 14. Juli 2023.
3. ↑  Die Abgeordneten zum Kärntner Landtag 1848 – 1938: Sozialprofil – Karrieren – Landtagstätigkeit – „Vernetzungen“. In: netlibrary.aau.at. Abgerufen am 14. Juli 2023.